# Hubert Maga
Hubert Maga (10 de agosto de 1916-8 de mayo de 2000) fue un político de Benín. Fue presidente de su país después de la independencia (entre 1960 y 1963) y entre 1970 y 1972.

## Biografía
Maga nació el 10 de agosto  o el 19 de agosto  de 1916 en una familia de campesinos en Parakou, al norte de Dahomey.  Maga afirmó ser descendiente de la familia real del Reino de Bourgou.  Su madre bariba y su padre voltaico  lo criaron en la fe islámica.
Su educación comenzó en Parakou, donde su maestro fue el padre de Emile Derlin Zinsou,  seguida por escuelas en Bohicon y Abomey.  Maga se trasladó a Porto Novo para estudiar en la Escuela Victor Ballot,  donde permaneció tres años. Durante sus estudios posteriores en la Escuela Normal Ponty de Dakar, Maga entabló amistad con Hamani Diori, el futuro presidente de Níger.
A los veinte años, Maga se convirtió al catolicismo romano lo cual, según el periodista Ronald Matthews, «no era tan común para un norteño».  Se convirtió en profesor en Natitingou en 1935. En 1939, se casó con una compañera cristiana, enfermera de profesión,  e hija de un prominente brasileño de origen fon de Ouidah. Los matrimonios entre dahomeyanos del norte y del sur eran poco comunes en aquella época.
Maga fue nombrado director de la escuela en 1945.  Junto con su nueva esposa, comenzó a aumentar su influencia entre los ciudadanos sin educación.  Trabajó para sindicatos después de la Segunda Guerra Mundial y dirigió el Syndicat des instituteurs du Dahomey (Sindicato de Profesores de Dahomey). 

## Antecedentes políticos
El ascenso de Maga al poder se produjo durante un período de intenso regionalismo, impulsado por el resentimiento histórico compartido por los miembros de los antiguos reinos de Abomey, Porto Novo y tribus desorganizadas del norte. Su resultado fue la creación de tres zonas tribales de facto : el norte, el sureste y el suroeste, que fueron lideradas por Maga, Sourou Migan Apithy y Justin Ahomadégbé-Tomêtin, respectivamente. El Grupo Étnico del Norte de Maga (más tarde el Movimiento Democrático Dahomeyano), que se fusionó con la Agrupación Democrática Dahomeyana en 1957, recibió poco apoyo fuera de su sede en el norte.  Incluso entonces, la mayor parte de su respaldo provino de los Bariba, mientras que Apithy fue respaldado principalmente por los Yoruba y Ahomadégbé-Tomêtin, los Fon y los Gouns.  Las actitudes regionalistas sólo se intensificarían durante el resto de las carreras políticas de los tres hombres,  conocidos colectivamente como el triunvirato de Dahomey.

## Trayectoria
Consejero general de Atakora (1945), miembro del Gran Consejo del África Occidental Francesa (1947-1952). Asambleísta y Presidente de la Asamblea Nacional en 1957. Primer ministro (1959-1960). Una vez lograda la independencia se organizaron las elecciones presidenciales que le dieron el triunfo en 1960, apoyado por el Frente Patriótico de Acción, teniendo un gobierno de estabilidad hasta 1961, cuando las manifestaciones sociales y la oposición comenzó a notarse.
En 1962 reorganizó el gabinete, esperanzado en mejorar la situación, pero comenzaron los disturbios callejeros, auspiciados por el ejército y los partidos opositores. Para 1963 el coronel Christopher Soglo lo derrocó en un golpe de Estado, evitando una guerra civil e iniciando un gobierno de facto provisorio, pasando a Maga a arresto domiciliario hasta 1965, luego se exilió a Togo y luego viajó a París (Francia). 
Retornó a la vida política de Benín en 1969, iniciando una campaña presidencial para la elección de 1970, donde compitió contra Justin Ahomadégbé-Tomêtin y Sorou-Migan Apithy, un fraude denunciado por el gobierno de Paul Émile de Souza evitó que Maga sumiera, pero llegó a un acuerdo con los otros tres candidatos y formaron un triunvirato de gobierno, donde se turnarían 2 años cada uno la presidencia, iniciando Maga.
Durante su administración mejoró la política económica del país, con un superávit de 429 millones de francos CFA, pero los sectores estudiantiles comenzaron las protestas. En 1972 cedió el mando a Ahomedegbe-Tometin presionado por la posible idea de mantenerse en el poder. Fue puesto en prisión, liberado en 1981 por Mathieu Kérékou.
En 1990 participó de la elaboración de la Ley de Amnistía, consejero superior de la República y luego se retiró de la política, falleciendo el 8 de mayo de 2000, de un ataque cardíaco en la ciudad de Cotonú.

## Distinciones honoríficas
- Collar de la Orden de Pío IX (Ciudad del Vaticano, 14/09/1962).[17]
- Medalla conmemorativa del 2.500 Aniversario del Imperio de Irán (Imperio de Irán, 14/10/1971).[18]